# Coenagrion amurense
Coenagrion amurense là một loài chuồn chuồn kim trong họ Coenagrionidae.
Coenagrion amurense được Bartenev miêu tả khoa học năm 1956.